# Чэнгуань (Ланьчжоу)
Чэнгуа́нь (кит. упр. 城关, пиньинь Chéngguān, буквально: «внутренний город») — район городского подчинения городского округа Ланьчжоу провинции Ганьсу (КНР).

## История
При империи Хань в 86 году до н. э. в этих местах был образован уезд Цзиньчэн (金城县). При империи Северная Вэй уезд Цзиньчэн был переименован в Цзычэн (子城县).
При империи Суй в 583 году округ Цзиньчэн был преобразован в область Ланьчжоу (兰州), названную так в честь находящейся на её территории горы Гаолань (皋兰山), а современный район Чэнгуань вошёл в состав уезда Уцюань (五泉县). В 617 году Сюэ Цзюй поднял восстание против империи Суй и провозгласил образование государства Западная Цинь; его ставка размещалась в храме Чжуанъяньсы на территории современного района Чэнгуань. Однако вскоре империю Суй сменила империя Тан, и в 619 году над этими землями был восстановлен контроль центрального правительства; уезд Цзычэн был присоединён к уезду Уцюань.
В 671 году уезду Уцюань был переименован в Цзиньчэн. В 742 году он вновь стал уездом Уцюань. В 762 году эти земли были захвачены тибетцами, в 848 году вновь перешли под китайский контроль, потом снова оказались у тибетцев, и в итоге их захватили тангуты. Китайская империя Сун и тангутское государство Западная Ся боролись за эту территорию с попеременным успехом, пока к делу не подключились чжурчжэни, и в 1161 году эти места вошли в состав чжурчжэньской империи Цзинь. В 1234 году эта территория была захвачена монголами.
После свержения монголов и установления власти китайской империи Мин в этих местах в 1369 году был размещён Ланьчжоуский караул (兰州卫), а область Ланьчжоу была понижена в статусе и стала уездом Ланьсянь (兰县). В 1477 году уезд Ланьсянь был вновь поднят в статусе до области Ланьчжоу.
После установления маньчжурской империи Цин эти земли были подчинены Линьтаоской управе (临洮府), а в 1663 году был восстановлен Ланьчжоуский караул. В 1666 году из провинции Шэньси была выделена провинция Ганьсу, и власти новой провинции разместились в этих местах. В 1738 году сюда переехали власти Линьтаоской управы, которая при этом была переименована в Ланьчжоускую управу (兰州府); область Ланьчжоу была при этом преобразована в уезд Гаолань (皋兰县). В 1764 году из Сианя в Ланьчжоу перенёс свою резиденцию наместник Шэньганя. После Синьхайской революции в Китае была проведена реформа административного деления, и в 1913 году области и управы были ликвидированы.
В 1941 году из уезда Гаолань был выделен город Ланьчжоу. В 1942 году он был разделён на восемь районов. В 1947 году из районов № 7 и № 8 был выделен район № 9.
В 1955 году районы № 1 и № 2 были объединены в район Чэнгуань. В 1958—1960 годах он был расширен за счёт частей территорий прилегающих районов. Во время Культурной революции район Чэнгуань был в 1968 году переименован в Дунфэн (东风区), но в 1973 году ему было возвращено прежнее название.

## Административное деление
Район делится на 25 уличных комитетов.